# الإضراب العام الفلسطيني (مارس 1982)
الإضراب العام الفلسطيني في مارس 1982 كان إضرابًا عامًا وموجة من الاحتجاجات في فلسطين وإسرائيل في مارس 1982، معارضة للفصل القسري لمجالس المدن الفلسطينية ورؤساء البلديات.
في 18 مارس 1982، أمرت الحكومة الإسرائيلية بحل مجلس مدينة البيرة، وهي مدينة في الضفة الغربية، بالقوة وإقالة رئيس بلديتها، بزعم أن المجلس يدعم منظمة التحرير الفلسطينية ويرفض التعاون مع الإدارة المدنية الإسرائيلية. وبعد أسبوع واحد، تم فصل اثنين آخرين من رؤساء البلديات الفلسطينيين، بسام الشكعة من نابلس، وكريم خلف من رام الله. وردًا على ذلك، اندلعت إضراب عام واحتجاجات واسعة النطاق في جميع أنحاء الأراضي الفلسطينية، مع تنظيم بعض الاحتجاجات في إسرائيل تضامنًا، واحتجاجات إضافية بمناسبة يوم الأرض. حاولت الحكومة الإسرائيلية قمع الإضراب العام بالقوة، بما في ذلك استخدام الغاز المسيل للدموع والرصاص المطاطي والذخيرة الحية، فضلاً عن زيادة الرقابة على الصحافة، وفرض حظر التجول، وإجبار أصحاب المتاجر على فتح متاجرهم. وتميز الإضراب أيضًا بزيادة في عنف المستوطنين الإسرائيليين. قُتل ما لا يقل عن خمسة متظاهرين فلسطينيين خلال الإضراب العام، بالإضافة إلى جندي إسرائيلي.
وكان الإضراب أحد أكبر موجات الاضطرابات الفلسطينية منذ بداية الاحتلال الإسرائيلي عام 1967، واتسم بالمخاوف من أن إسرائيل تتجه نحو ضم الأراضي الفلسطينية وأن إسرائيل تحاول تقويض القيادة المحلية المنتخبة. وزعمت الحكومة الإسرائيلية بقيادة مناحيم بيغن أن السلام لن يكون ممكنا طالما استمرت منظمة التحرير الفلسطينية في الهيمنة على السياسة الفلسطينية، وزعمت أن العديد من رؤساء البلديات الفلسطينية لعبوا أدوارا تنظيمية رئيسية داخل منظمة التحرير الفلسطينية. وقد لاقت عمليات تفكيك إسرائيل وردها على الإضراب إدانة دولية واسعة النطاق، مما أدى إلى خسارة الحكومة الإسرائيلية تقريبًا للتصويت بحجب الثقة في الكنيست.

## خلفية
بعد انتصار إسرائيل في حرب 1967، احتلت إسرائيل الأراضي الفلسطينية، بما في ذلك الضفة الغربية. كان الاحتلال مثيرًا للجدل، حيث اتُهمت إسرائيل بانتهاك القانون الدولي، فضلاً عن ارتكاب انتهاكات لحقوق الإنسان وممارسة الفصل العنصري ضد الفلسطينيين. كما عملت الحكومة الإسرائيلية بشكل نشط على تشجيع إنشاء ونمو المستوطنات الإسرائيلية في فلسطين. كما اتُهمت منظمة التحرير الفلسطينية، وهي جماعة مظلة تمثل أبرز الميليشيات الوطنية الفلسطينية المسلحة في النصف الثاني من القرن العشرين، بارتكاب عدد من انتهاكات حقوق الإنسان وشن حملة إرهابية ضد الإسرائيليين.

## مقدمة
وشهدت الانتخابات المحلية في الضفة الغربية عام 1976 انتصارات كبيرة للمرشحين المرتبطين بمنظمة التحرير الفلسطينية، مما أدى إلى ظهور مجموعة من الشخصيات الأصغر سنا والأكثر وطنية في طليعة السياسة الفلسطينية. وقد صدمت نتائج الانتخابات الحكومة الإسرائيلية، التي طردت بعد ذلك رئيسي بلديتي الخليل وحلحول في عام 1979 وأعلنت أنها ستمنع إلى أجل غير مسمى إجراء المزيد من الانتخابات المحلية في فلسطين، مدعية أن المزيد من الانتخابات من شأنه أن "يسبب ضررًا لعملية السلام". وتصاعدت التوترات المحيطة برؤساء البلديات الفلسطينيين عندما حاول المستوطنون الإسرائيليون قتل العديد من رؤساء البلديات في يونيو 1980.
كما أن هناك شكوكاً بين الفلسطينيين بأن الحكومة الإسرائيلية ترغب في تقويض استقلال المجالس البلدية الفلسطينية والمؤسسات الفلسطينية المحلية، وتوسيع سيطرتها على السكان الفلسطينيين وأراضيهم، مما أضاف إلى التوترات. كان أحد العوامل الرئيسية في هذه الشكوك هو الدعم الإسرائيلي لإنشاء وتسليح رابطات القرى الفلسطينية، وهي جمعيات تعتمد في المقام الأول على الهياكل المجتمعية الريفية التقليدية التي رأت إسرائيل أنها أكثر ملاءمة للمصالح الإسرائيلية. ومع ذلك، اعتبر العديد من الفلسطينيين أن اتحادات القرى غير أصلية ومتعاونة.
كما ساهم في التوترات الزيادة الكبيرة في أعداد المستوطنين الإسرائيليين في فلسطين في أعقاب انتخاب حكومة مناحيم بيجن في أواخر سبعينيات القرن العشرين، والذي لعب دوراً أكثر نشاطاً في تشجيع الاستيطان. وبالإضافة إلى ذلك، وبعد معاهدة السلام بين مصر وإسرائيل في أواخر سبعينيات القرن العشرين، انسحبت إسرائيل تدريجياً من احتلالها لشبه جزيرة سيناء، بما في ذلك تفكيك العديد من مستوطناتها في سيناء، وهو الانسحاب الذي عارضه العديد من المستوطنين في الضفة الغربية. وفي أوائل شهر مارس/آذار 1982، قام بعض المستوطنين بإغلاق الطرق في الضفة الغربية احتجاجًا على الانسحاب. ومع ذلك، تعهد وزير الدفاع الإسرائيلي أرييل شارون بعدم تفكيك المستوطنات في الضفة الغربية، قائلاً: "لن نوافق أبدًا على إزالتها. وسوف يتدفق نصف مليون إسرائيلي إلى المنطقة لوقف ذلك".
في شهري نوفمبر وديسمبر 1981، اندلعت موجة كبيرة من الاحتجاجات في جميع أنحاء فلسطين في أعقاب إعلان الحكومة الإسرائيلية أنها ستعيد تنظيم الهيئة المشرفة على احتلال الأراضي الفلسطينية من المحافظة العسكرية الإسرائيلية إلى الإدارة المدنية الإسرائيلية، وهي إدارة يقودها مدنيون اسميًا تابعة لوزارة الدفاع الإسرائيلية. وقد تم النظر إلى إعادة التنظيم باعتبارها تغييرًا شكليًا في أفضل الأحوال، وفي أسوأ الأحوال باعتبارها مقدمة للضم.
وشهد أواخر فبراير وأوائل مارس 1982 أيضًا اندلاعًا صغيرًا للاحتجاجات في أعقاب قرار الإدارة المدنية بإغلاق جامعة بيرزيت بالقوة لمدة شهرين بعد أن هاجمت مجموعة من الطلاب مسؤولًا إسرائيليًا كان يزور الحرم الجامعي لمحاولة فرض الأمر العسكري الإسرائيلي رقم 854، والذي أعطى الإدارة المدنية سيطرة أكبر على الجامعات الفلسطينية. وشهد أوائل عام 1982 أيضًا شائعات عن حرب بين إسرائيل ولبنان، فضلاً عن إضراب عام كبير قام به الدروز في مرتفعات الجولان احتجاجًا على ضم إسرائيل لمرتفعات الجولان. في أوائل مارس 1982، حظرت الإدارة المدنية لجنة التوجيه الوطني الفلسطينية، التي أعادت تجميع العديد من رؤساء البلديات الفلسطينيين وشخصيات أخرى مثل قادة النقابات العمالية. في 12 مارس 1982، أطلق مسلحون فلسطينيون النار على منزل أحد زعماء رابطة القرى في بيتونيا.
ومع ذلك، جلب الشهرين الأولين من عام 1982 أيضًا بعض الآمال في السلام، مع محاولة الولايات المتحدة إعادة بدء محادثات الحكم الذاتي الفلسطيني، وقبول منظمة التحرير الفلسطينية لخطة فهد التي اقترحتها السعودية للسلام، وإصدار اثنين من رؤساء البلديات الفلسطينيين، إلياس فريج من بيت لحم ورشاد الشوا من مدينة غزة، بيانات تدعو منظمة التحرير الفلسطينية إلى الاعتراف رسميًا بدولة إسرائيل.

## الأحداث

### حل مجلس مدينة البيرة قسراً
في 18 مارس 1982، أمرت الإدارة المدنية الإسرائيلية بحل المجلس البلدي المنتخب لمدينة البيرة، وهي مدينة فلسطينية تقع في وسط الضفة الغربية، على الفور، وإقالة رئيس بلدية البيرة إبراهيم الطويل من منصبه على الفور. وفي مكانهم، أعلنت الإدارة المدنية الإسرائيلية أنها ستقوم بتشكيل لجنة من الإسرائيليين برئاسة ضابط عسكري إسرائيلي سابق. وقد برر الأمر، الذي وقعه رئيس الإدارة المدنية مناحيم ميلسون، نفسه باتهام مجلس المدينة ورئيس البلدية برفض التعاون مع الإدارة المدنية. زعم وزير الدفاع أرييل شارون أن مجلس المدينة "فضّل اعتبارات سياسية خارجية على رفاهية مدينته وسكانها"، متهماً المجلس "بقطع كل اتصال مع الإدارة المدنية التي تتمثل وظيفتها الرئيسية في تمكين الحياة الطبيعية". وكان هذا الأمر بمثابة المرة الأولى في عهد الاحتلال الإسرائيلي التي تتحرك فيها إسرائيل لتفكيك مجلس مدينة فلسطيني منتخب بالكامل.
وأثار القرار صدمة واسعة النطاق في مدينة البيرة. بعد أن رافقه الجنود إلى خارج مبنى بلدية البيرة، التقى طويل بالصحافة واتهم إسرائيل بمحاولة فرض الإدارة المدنية على فلسطين ووصف الأمر بأنه "عمل انتقامي ضد مجلس البيرة لأنهم رفضوا من حيث المبدأ مقابلة ميلسون"، قائلاً إنه لن يعترف بصحة الأمر. وتجمعت الاحتجاجات خارج مبنى البلدية وسرعان ما انتشرت في أنحاء المدينة، حيث تم اعتقال العديد من المتظاهرين بعد إلقاء الحجارة على حافلة عسكرية إسرائيلية.

### إضراب عام
ومع انتشار خبر الأمر في أنحاء فلسطين، بدأت الاحتجاجات تندلع في جميع أنحاء البلاد، بما في ذلك الإضرابات العامة في البيرة وبيت لحم ورام الله. أعلن رئيس بلدية نابلس بسام الشكعة أن بلدية نابلس ستدخل في إضراب لمدة ثلاثة أيام ولن تتعاون مع الإدارة المدنية.
وفي يوم 19 مارس/آذار، امتدت الإضرابات العامة إلى كافة أنحاء الضفة الغربية. تحرك الجيش الإسرائيلي لقمع الاحتجاجات، فصادر طبعات ثلاث صحف فلسطينية صدرت في القدس الشرقية قبل توزيعها، مدعيا أن الصحف لم تقدم مقالاتها إلى الرقابة العسكرية الإسرائيلية للموافقة عليها قبل النشر.
وفي يوم السبت الموافق 20 مارس/آذار، حاصر جنود الاحتلال الإسرائيلي مبنى بلدية نابلس لمنع مظاهرة دعا إليها الشكعة، وفرضوا حظر التجول على الحرم الإبراهيمي بعد اشتباك بين المتظاهرين والمستوطنين من كريات أربع. وفي البيرة ذلك اليوم، استخدم جنود الاحتلال الغاز المسيل للدموع لتفريق احتجاج نسائي بالقوة خارج مبنى البلدية، ثم أطلقوا النار بالذخيرة الحية على احتجاج في الساحة الرئيسية بالمدينة بعد أن رشق المتظاهرون الحجارة، مما أدى إلى إصابة اثنين من المتظاهرين ومقتل أحدهما، وهو شاب يبلغ من العمر 17 عاماً يدعى إبراهيم علي درويش. كما تم العثور على جثة فلسطيني آخر يبلغ من العمر 17 عامًا، محمد عبد الله يوسف سهويل، في مستوطنة شيلو الإسرائيلية، وتم اعتقال أحد المستوطنين بتهمة القتل، وزعم العديد من الفلسطينيين المحليين أن المستوطنين كانوا يختطفون ويضربون الشباب الفلسطينيين.
في 21 مارس/آذار، أمر الجيش الإسرائيلي بإغلاق جسري داميا وجسر اللنبي، وهما المعبران الرئيسيان بين الضفة الغربية والأردن. كما تفرض قوات الاحتلال حصاراً على مدن نابلس ورام الله والبيرة، فلا تسمح بدخول أو خروج أي شخص من المدن خلال ساعات النهار، كما فرضت حظر التجول على مخيمي عسكر وبلاطة للاجئين. وفي ذلك اليوم، أصيب خمسة فلسطينيين بعد أن أطلق جنود إسرائيليون النار عليهم، كما أصيب جنديان إسرائيليان بسبب الحجارة التي ألقيت عليهم.
في 22 مارس/آذار، قُتل متظاهر فلسطيني ثانٍ برصاص القوات الإسرائيلية في مخيم دير عمار، وأصيب ثلاثة آخرون، وقال الجيش الإسرائيلي إنهم كانوا يرشقون الجنود الإسرائيليين بالحجارة. كما حاولت القوات الإسرائيلية منع أصحاب المتاجر في العديد من المدن الفلسطينية من الانضمام إلى الإضراب من خلال زيارة منازل أصحاب المتاجر في الصباح الباكر ومرافقتهم بالقوة لفتح متاجرهم. تم تمديد الإضراب العام، الذي كان من المقرر في الأصل أن يستمر لمدة ثلاثة أيام.
بحلول 23 مارس، انتشرت الاحتجاجات إلى قطاع غزة، وتم إعلان الإضراب العام في رفح. قُتل ثلاثة فلسطينيين في 24 مارس/آذار، مما رفع عدد القتلى إلى خمسة، وأصيب تسعة على الأقل. قُتل شخص على يد مستوطن إسرائيلي في بني نعيم، وقُتل آخر في جنين بعد محاولته طعن ضابط شرطة إسرائيلي، وأُطلقت النار على شخص آخر من قبل القوات الإسرائيلية أثناء محاولتها تفريق مظاهرة في خان يونس. وقد أصيب ضابط الشرطة الإسرائيلي الذي تعرض للطعن بجروح خطيرة. اعتقلت القوات الإسرائيلية عدة مئات من الفلسطينيين في ذلك اليوم.

### اقتراحات حجب الثقة في الكنيست
إن حل المنظمات الدرزية وردود فعل الحكومة الإسرائيلية على الإضراب العام، وكذلك رد فعلها على الإضراب العام الذي استمر في نفس الوقت للدروز في مرتفعات الجولان عام 1982، كاد أن يتسبب في أزمة سياسية في إسرائيل. وقد اقترحت أحزاب تحالف العمل من يسار الوسط، والجبهة الديمقراطية للسلام والمساواة (حداش) اليسارية المتطرفة، وشنوي الوسطية جميعها اقتراحات بسحب الثقة من الحكومة التي يقودها رئيس الوزراء مناحيم بيغن وحزب الليكود اليميني. خلال المناقشة الساخنة التي استمرت خمس ساعات في الكنيست، اتهم زعيم حزب العمل شمعون بيريز بيغن بمحاولة إنشاء "جيتو فلسطيني" واتهم وزير الدفاع أرييل شارون بـ "التحريض والدجل". صرح شارون بأنه "من غير الممكن تنفيذ أي خطة، خطة الحكم الذاتي أو أي خطة أخرى طالما أن منظمة التحرير الفلسطينية تحكم الضفة الغربية"، قائلاً إن "هذا هو النضال من أجل أرض إسرائيل " واتهم حزب العمل "بالمسؤولية عن صعود منظمة التحرير الفلسطينية إلى السلطة". أسفر تصويت حجب الثقة عن التعادل، حيث صوت 58 عضوًا في الكنيست لصالح القرار وصوت 58 ضده. وبما أن الأصوات المؤيدة لم تحصل على الأغلبية، فقد فشل الاقتراح.
| اقتراح حجب الثقة |                     |              |
| الاقتراع →       | الاقتراع →          | 23 مارس 1982 |
| النتيجة →        | النتيجة →           | فشلت الحركة  |
|                  | الأصوات المؤيدة     | 58 / 120     |
|                  | ضد                  | 58 / 120     |
|                  | الامتناع عن التصويت | 4 / 120      |
| مصدر             |                     |              |

وكان بيجين قد أعلن في البداية أنه سيستقيل إذا أسفر تصويت حجب الثقة عن التعادل، ودعا إلى اجتماع طارئ لمجلس الوزراء بعد التصويت. خلال اجتماع مجلس الوزراء، تحدث وزير الرعاية والشؤون الاجتماعية وزعيم حزب تامي أهارون أبو حاتزيرا ضد استقالة بيجين، كما صرحت أحزاب الائتلاف الصغيرة أجودات إسرائيل والحزب الديني الوطني أنهما قد يكونان على استعداد للسعي إلى تشكيل ائتلاف مع حزب العمل لمنع الانتخابات المبكرة. وفي نهاية المطاف اختار بيجين البقاء رئيسًا للوزراء بعد أن صوت مجلس الوزراء الإسرائيلي بأغلبية 12 صوتًا مقابل 6 لصالح استمراره في منصبه. وقال بعد ذلك للصحافة إنه يتوقع إجراء انتخابات عامة مبكرة "خلال عام".

### مزيد من عمليات طرد رؤساء البلديات والاحتجاجات
في 25 مارس، أمرت الإدارة المدنية الإسرائيلية بطرد رئيس بلدية نابلس بسام الشكعة ورئيس بلدية رام الله كريم خلف من منصبيهما على الفور واستبدالهما بمسؤولين إسرائيليين، متهمة إياهما بأنهما "متطرفان وغير متهاونين" و"إثارة الشغب العام وعدم الاعتراف بالإدارة المدنية الإسرائيلية ومحاولات متكررة للإخلال بالنظام العام". تم إخطار الشكعة وخلف بالأمر في الصباح الباكر، عندما زار جنود إسرائيليون منزليهما لإيقاظهما وطلبوا منهما التوقيع على وثيقة تقر بالفصل، وهو ما رفضه الشكعة وخلف. وعندما تحدث خلف والشكعة للصحافة بعد ذلك، بعد أن منعهما جنود إسرائيليون من دخول مكاتبهما، وصف خلف الفصل القسري بأنه "إجراء تعسفي"، مدعياً أنه "خطوة أخرى نحو ضم الضفة الغربية وقطاع غزة"، بينما اتهم الشكعة الجنود بأنهم أطلقوا عليه لقب "نصف إنسان"، وسخروا منه بسبب فقدانه ساقيه في تفجيرات الضفة الغربية في يونيو/حزيران 1980.
وقد أدت عمليات الطرد الإضافية إلى إشعال الإضراب العام. وشهد ذلك اليوم مقتل جندي إسرائيلي وإصابة ثلاثة آخرين في قطاع غزة عندما ألقيت قنابل يدوية على سيارتهم، وهي أول حالة وفاة إسرائيلية منذ بداية الإضراب العام. أعلنت الجبهة الديمقراطية لتحرير فلسطين مسؤوليتها عن الهجوم بالقنابل اليدوية، حيث صرحت بأنه تم تنفيذه "ردًا على الأعمال التي يقوم بها المعتدون الإسرائيليون داخل فلسطين المحتلة". وفي أعقاب الهجوم بالقنابل اليدوية، نشرت قوات الدفاع الإسرائيلية وحدات من المظليين النخبة لدوريات في الأراضي الفلسطينية.
أصيب فلسطيني في 26 مارس/آذار في حلحول، بعد أن أطلق جنود الاحتلال طلقات تحذيرية لتفريق مظاهرة. كما قام جنود الاحتلال بمصادرة عدد من الصحف الفلسطينية وأجبروا سكان بيت لحم في منتصف الليل على تفكيك الحواجز التي أقامها المتظاهرون. في ذلك اليوم، دعا رئيس الإدارة المدنية ميلسون إلى مؤتمر صحفي للدفاع عن تصرفات الحكومة الإسرائيلية، حيث صرح بأن إسرائيل لا يمكنها السماح لمنظمة التحرير الفلسطينية بالسيطرة على السياسة الفلسطينية، بالإضافة إلى ذلك زعم أن الانتخابات المحلية في الضفة الغربية عام 1976 كانت غير ديمقراطية وأن منظمة التحرير الفلسطينية تسيطر على ما لا يقل عن 10 مجالس مدن في جميع أنحاء الضفة الغربية.
وفي 27 مارس/آذار، أصيب جندي إسرائيلي في نابلس عندما اندلعت اشتباكات بين المتظاهرين والقوات الإسرائيلية، وتم اعتقال عشرات المتظاهرين. وفي القدس الشرقية في ذلك اليوم، تم اعتقال 50 صاحب متجر بعد رفضهم الأوامر الإسرائيلية بفتح متاجرهم. وزعم الفلسطينيون أيضًا أن الجيش الإسرائيلي نفذ حملة اعتقالات جماعية لجميع الرجال في مخيم عين بيت الماء للاجئين تلك الليلة.
وفي اليوم التالي، أصيب فلسطيني في الخليل عندما أطلق مستوطن النار على مظاهرة كانت تغلق الطريق بعد أن أصيبت سيارته بالحجارة. وزعم فلسطينيون أن 35 مسيحيًا فلسطينيًا اعتقلوا في بيت ساحور ذلك اليوم وأجبروا على البصق على العلم الفلسطيني، عندما اندلعت اشتباكات بين المتظاهرين والقوات الإسرائيلية بعد انتهاء الخدمات الكنسية، وهي المزاعم التي نفاها الجيش الإسرائيلي. كما تم اعتقال ثلاثة أعضاء من مجلس مدينة نابلس في ذلك اليوم. كما أصدرت الحكومة الإسرائيلية بيانًا في ذلك اليوم بعد عقد اجتماع خاص لمناقشة الاحتجاجات المستمرة، مؤكدةً أنها "ستواصل سياستها تجاه الفلسطينيين بلا هوادة"، مؤكدةً أنها "ستضمن السلام وتقدم كل مساعدة ممكنة للسكان العرب في يهودا والسامرة وغزة الذين يلتزمون الهدوء ويحافظون على السلام. ولن يتم التسامح مع أي أعمال عنف أو انتهاكات للسلام، من أي نوع كان".
وفي 29 مارس/آذار، أصيب أربعة فلسطينيين في قرية يعبد أثناء اشتباكهم مع جنود إسرائيليين عندما حاولت مجموعة من موظفي الإدارة المدنية زيارة القرية.

### يوم الأرض
ومع استمرار الاحتجاجات، فقد تزامنت مع يوم الأرض، وهو اليوم السنوي للاحتجاجات التي ينظمها الفلسطينيون لإحياء ذكرى موجة كبيرة من الاحتجاجات التي اندلعت في عام 1976 بسبب تحرك الحكومة الإسرائيلية لمصادرة الأراضي الفلسطينية. استعدادًا ليوم الأرض، أمر الجيش الإسرائيلي جنوده بأن يكونوا في حالة تأهب قصوى. وفي ذلك اليوم، نظم صحفيو الفجر أيضًا مظاهرة احتجاجًا على الرقابة الإسرائيلية، مما أدى إلى اعتقال 15 صحفيًا بعد أن رفضوا التفرق طواعية.
وشهدت احتجاجات يوم الأرض أيضًا مشاركة واسعة النطاق من قبل المواطنين العرب في إسرائيل، على الرغم من أن معظم مجالس المدن العربية داخل إسرائيل اختارت عدم الانضمام إلى الإضراب العام بسبب المخاوف من أن تؤدي مشاركتها إلى تفاقم التوترات. تطورت إحدى المظاهرات في جلجولية إلى مناوشات خطيرة مع الشرطة الإسرائيلية، ما أدى إلى إصابة خمسة متظاهرين على الأقل وستة من ضباط الشرطة. وفي الناصرة، تم اعتقال زوجة رئيس البلدية ومدير مكتبه.
وفي أعقاب احتجاجات يوم الأرض، هدأت موجة الاحتجاجات إلى حد كبير.

## ردود الفعل

### في فلسطين
صرّح نائب رئيس بلدية رام الله، القس عودة الرنتيسي، بأنّ "هذه السيطرة بالقوة والخوف لا يمكن أن تستمر. لن يتعاون الشعب مع أيّ لجان إسرائيلية تحاول إدارة الحكومة". وزعم رئيس بلدية الخليل، مصطفى النتشة، أنّ "سلطات الاحتلال تختار الأسوأ من جميع النواحي"، مضيفًا أنّ "المستوطنين يأتون - وهم أسوأ ما في إسرائيل، لذا يدفعون العرب إلى مزيد من التطرف. إنّ نوع المستوطنين في المنطقة هو الأسوأ، لذا لا يستطيع أحد في المدينة التحدث معهم. يُظهرون صورة سيئة لليهود. من لا يعرف اليهود الآخرين في إسرائيل، سيظنّهم يهودًا". وادّعى رئيس بلدية نابلس، بسام الشكعة، الذي أُقيل قسرًا في 25 مارس/آذار، أنّ "لا أحد يحترم" إدارة الاحتلال الإسرائيلي، قائلًا إنّهم "يريدون الأرض ولا يريدون الشعب".
زعم فلسطيني مجهول أجرت معه وكالة أسوشيتد برس الأسترالية مقابلةً أنه "كلما ظهر قائد أو متحدث باسم السلطة الإسرائيلية، تشدد السلطات الإسرائيلية قبضتها"، مضيفًا أن الإضرابات التجارية الفلسطينية "لا تضرنا إلا لأن المستوطنين اليهود هنا لا يتسوقون في بلدتنا، لكنها إحدى وسائل احتجاجنا القليلة - فنحن لسنا مسلحين". وكتبت إيلين كانتارو من صحيفة "ذا فيليج فويس" أن الفلسطينيين الذين تحدثت إليهم في الأشهر التي تلت الاحتجاجات "يُحاصرونني بقصص من الربيع الماضي - وفيات، وحظر تجول، وإصابات، وحملات مداهمة ليلية واسعة النطاق لجميع رجال القرية"، قائلةً إنهم "كانوا غاضبين بقدر ما كانوا ثكالى"، ونقلت عن فلاح فلسطيني من سعير قوله: "إنهم يفعلون هذه الأشياء لإجبارنا على مغادرة البلاد. لكننا سنموت هنا! لن نغادر بلدنا، قريتنا أبدًا. أبدًا!"

### في إسرائيل
وصف وزير الدفاع أرييل شارون الأحداث بأنها "صراع على السلطة مع منظمة التحرير الفلسطينية"، وهو شعور ردده رئيس الإدارة المدنية الإسرائيلية مناحيم ميلسون، الذي وصفها بأنها "ربما تكون أهم معركة منذ عام ١٩٤٨". وفي مقابلة مع صحيفة الغارديان البريطانية، زعم ميلسون أن "البلديات المؤيدة لمنظمة التحرير الفلسطينية مضطرة لاستخدام كل أنواع القمع والترهيب" لإقناع السكان الفلسطينيين بمقاطعة الإدارة المدنية، قائلاً إنه مستعد لحل المزيد من المجالس الفلسطينية بالقوة "إذا لزم الأمر"، وأن "الوضع أشبه بسيارة تنحدر بدون فرامل: يجب أن نوقفها لإنقاذ السيارة وجميع من فيها، يهودًا وعربًا. سنفعل ذلك بوضعها على السرعة الأولى. سيكون هناك الكثير من الصرير والضوضاء، وقد تتعطل بعض التروس، لكننا سننقذ السيارة". ردد رئيس الوزراء مناحيم بيجين ادعاء شارون بأن حزب العمل "دعا" منظمة التحرير الفلسطينية إلى السلطة، وندد بالاحتجاجات داخل إسرائيل ضد سياسات الحكومة تجاه الفلسطينيين، متسائلاً "إلى أين نحن ذاهبون؟ إلى أي إنكار رهيب لأسس اليهودية والصهيونية والإيمان الذي قاتل أبناؤنا وماتوا من أجله؟"
اتهم الأمين العام لحزب العمل الإسرائيلي، حاييم بارليف، الحكومة الإسرائيلية بحكم الأراضي الفلسطينية "بالقوة"، قائلاً: "ما دامت الحكومة مهتمة بضم الضفة الغربية، فمن المتوقع حدوث هذا التدهور". وصرح عضو الكنيست عن حزب العمل، أبا إيبان، قائلاً: "لا أجد ما هو أغرب، إن صح التعبير، من حكومة تدّعي السعي إلى حكم ذاتي كامل للفلسطينيين على المستوى الوطني، فتلغي الحكم الذاتي البلدي المحدود القائم، ثم تدين من أقاموا هذا الحكم الذاتي المحدود". كما دعا إيبان الحكومة الإسرائيلية إلى نشر قائمة الكتب التي حظرتها في الضفة الغربية، والتي زعم أنها تتضمن رواية جورج أورويل " تسعة عشر وأربعة وثمانون " وكتب آلان مورهيد عن البحث عن منبع النيل، ودعا إلى إنشاء لجنة برلمانية للإشراف على سياسة الحكومة تجاه الفلسطينيين.
حذر بنيامين بن إليعازر، الحاكم العسكري السابق للضفة الغربية، من أن الفلسطينيين يعتبرون تحركات الحكومة الإسرائيلية "خطوة نحو الضم"، وصرح بأنه لا يعتقد أن منظمة التحرير الفلسطينية هي التي حرضت على الاحتجاجات. وشهدت مظاهرة نظمتها حركة السلام الآن في تل أبيب ضد تفكيك المنظمات حضور 15 ألف شخص، مع وقوع بعض الاشتباكات مع الشرطة بعد أن استولت الشرطة على العلم الفلسطيني الذي رفعه بعض المتظاهرين. نشرت صحيفة جيروزالم بوست افتتاحية تحذر من "دوامة القمع"، قائلة إن "الحديث عن الحاجة إلى استئناف المفاوضات بشأن الحكم الذاتي الفلسطيني، بينما يُجرح الصبية في الضفة الغربية، وفي إحدى الحالات يُقتلون على يد جنود إسرائيليين، وكأن لا توجد طرق أخرى للسيطرة على حشود راشقي الحجارة، هو مجرد وهم ذاتي". في 28 مارس/آذار، بثت هيئة الإذاعة الإسرائيلية مقابلة مع الشكعة وخلف بعد أن هدد موظفو الهيئة بالإضراب إذا لم تُبث المقابلة. وردًا على ذلك، أدانت الحكومة الإسرائيلية هيئة البث الإسرائيلية، حيث اتهم سكرتير مجلس الوزراء أرييه ناعور الهيئة "بالتحريض ضد الدولة".

### دوليا
صرح لاري سبيكس، السكرتير الصحفي للبيت الأبيض الأمريكي، قائلاً: "نأسف لسقوط ضحايا هناك، ونأمل أن تتحلى جميع الأطراف بضبط النفس". وصرح المتحدث باسم وزارة الخارجية الأمريكية، دين إي. فيشر، بأن الولايات المتحدة "تشعر بقلق متزايد" إزاء "ارتفاع مستوى التوتر والمظاهرات، وخاصة استخدام القوة المميتة ضد المتظاهرين". وفي بيان ثانٍ لفيشر، ذكر أن الولايات المتحدة "لطالما اعتبرت القرار الإسرائيلي بالسماح بإجراء انتخابات بلدية سياسة تقدمية ومفيدة. وتماشيًا مع هذا الموقف، نأسف - كما أوضحنا سابقًا - لإقالة مسؤولين بلديين منتخبين في الضفة الغربية".
صرح وزير الخارجية المصري كمال حسن علي بأن الرد الإسرائيلي "يُشكّل عقبة أمام إمكانية مشاركة الفلسطينيين في انتخابات الحكم الذاتي". وصرح المتحدث باسم حكومة الكويت، عبد العزيز حسين، بأن عمليات حل المنظمات الفلسطينية "تُشكّل تصعيدًا للقمع" ودعا إلى "اتخاذ خطوات عملية لوقف فظائع إسرائيل". أصدرت وزارة الخارجية التركية بيانًا دعت فيه إسرائيل إلى التراجع عن عمليات حل المنظمات الفلسطينية "فورًا". وزعم الملك حسين، ملك الأردن، أن الولايات المتحدة تفقد نفوذها على إسرائيل، قائلًا إن إسرائيل "أصبحت الآن أكثر عدوانية مما كانت عليه في الماضي. ويبدو أن مواقف التطرف قد تشدّدت: لم يعد لديهم أي تعاطف أو تفهم". كما زعم الملك حسين أن هناك خطر تنامي الأصولية الإسلامية بالتوازي مع تصلب إسرائيل، وخاصة إذا فشلت الحركات القومية في ضمان حق تقرير المصير للفلسطينيين، قائلاً: "يجب على أمريكا أن تدرك أن مصالحها في هذه المنطقة في خطر. هل يريدون أن يروا هذه المنطقة بأكملها تتفجر بآثار مدمرة على السلام العالمي؟ هل عدم الاستقرار الحالي الذي يقودنا في هذا الاتجاه يصب حقًا في المصالح الغربية؟".